# Selmke (Oese)
Die Selmke ist ein knapp 3,1 Kilometer langer orografisch rechter Nebenfluss der Oese im Sauerland.
Sie entspringt auf einer Höhe von 426,4 m ü. NHN nahe der Ortslage „Im Uranschlade“ im Balver Stadtteil Garbeck und mündet im Hemeraner Stadtteil Stephanopel in die Oese. Von der Quelle bis zur ersten geschlossenen Wohnbebauung auf Hemeraner Stadtgebiet fließt das Gewässer leicht geschlängelt von Süden nach Norden durch das Selmketal.
Zwischen den Gewässerstationierungspunkten 1.3 und 1.2, etwa 1400 Meter nach der Quelle, mündet rechtsseitig auf einer Höhe von knapp 350 m ü. NHN ein etwa 610 Meter langer Bach, der nahe dem geschützten Landschaftsbestandteil „Hexenteich“ entspringt, in die Selmke.
Nahe dem Stationspunkt 0.4 auf einer Höhe von 314,6 m ü. NHN nimmt die Selmke dann einen weiteren Bach von rechts in Fließrichtung auf. In der Deutschen Grundkarte wird dieser Bach als „Witke Becke“ bezeichnet. Eine Gewässerkennzahl gibt es für ihn nicht. 
Kurz darauf mündet die Selmke auf einer Höhe von 301,3 m ü. NHN im Stephanopeler Tal in den Heppingser Bach/Sundwiger Bach.
Etwa 675 Meter nach der Quelle, etwas nördlich des Gewässerstationierungspunktes 2.0, bis zur Einmündung des nicht benannten kleinen Fließgewässers beim Gewässerstationierungspunkt 0.4, bildet die Selmke die Grenze zwischen Frönsberg und Garbeck.
Von der Quelle bis kurz vor die Einmündung in die Oese wird der Fluss von dem von Leveringhausen kommenden SGV-Wanderweg G1 begleitet. Auf dem unteren Abschnitt folgen die Wanderwege Sauerland-Waldroute und die SGV-Wanderwege A4 und HE dem Flusslauf.